# Dahl-Nygaard-Preis
Der AITO Dahl-Nygaard-Preis (The AITO Dahl-Nygaard Prize) ist ein jährlich vergebener Preis im Bereich der Softwareentwicklung. Ausgezeichnet werden jährlich jeweils ein etablierter Forscher für seine herausragenden beruflichen Leistungen und ein jüngerer Forscher, der großes Potential gezeigt hat. Letzterer erhält zusätzlich zu dem Preis eine Dotation in Höhe von 2.000 Euro für Forschungszwecke.
Gestiftet wurde der Preis im Jahr 2004 von der Association Internationale pour les Technologies Objets (AITO), einer Non-Profit-Organisation mit Sitz in Kaiserslautern.
Die Gewinner beider Preise werden regelmäßig bei der European Conference on Object Oriented Programming (ECOOP) bekannt gegeben. Die Preise sind nach Ole-Johan Dahl und Kristen Nygaard benannt, die als Väter der objektorientierten Programmierung gelten. In den 1960er Jahren entwickelten sie Simula, die als erste objektorientierte Programmiersprache gilt und unter anderem ein Vorgänger von Smalltalk ist.

## Preisträger
| Jahr | Konferenzort | Senior-Kategorie                                                       | Junior-Kategorie                                                       |
| ---- | ------------ | ---------------------------------------------------------------------- | ---------------------------------------------------------------------- |
| 2025 | Bergen       | Mira Mezini                                                            | Amir Shaikhha                                                          |
| 2024 | Wien         | Rachid Guerraoui                                                       | Alvin Cheung                                                           |
| 2023 | Seattle      | Sophia Drossopoulou                                                    | Heather Miller                                                         |
| 2022 | Berlin       | Dan Ingalls                                                            | Magnus Madsen                                                          |
| 2021 | Aarhus       | Kim Bruce                                                              | Karim Ali                                                              |
| 2020 | Berlin       | Jan Vitek                                                              | Jonathan Bell                                                          |
| 2019 | London       | Laurie Hendren                                                         | Ilya Sergey                                                            |
| 2018 | Amsterdam    | Lars Bak                                                               | Guoqing Harry Xu                                                       |
| 2017 | Barcelona    | Gilad Bracha                                                           | Ross Tate                                                              |
| 2016 | Rom          | James Noble                                                            | Emina Torlak                                                           |
| 2015 | Prag         | Bjarne Stroustrup                                                      | Alexander J. Summers                                                   |
| 2014 | Uppsala      | William R. Cook, Robert France                                         | Tudor Gîrba                                                            |
| 2013 | Montpellier  | Oscar Nierstrasz                                                       | Matthew Parkinson                                                      |
| 2012 | Beijing      | Gregor Kiczales                                                        | Tobias Wrigstad                                                        |
| 2011 | Lancaster    | Craig Chambers                                                         | Atsushi Igarashi                                                       |
| 2010 | Maribor      | Doug Lea                                                               | Erik Ernst                                                             |
| 2009 | Genua        | David Ungar                                                            | nicht vergeben                                                         |
| 2008 | Paphos       | Akinori Yonezawa                                                       | Wolfgang De Meuter                                                     |
| 2007 | Berlin       | Luca Cardelli                                                          | Jonathan Aldrich                                                       |
| 2006 | Nantes       | Erich Gamma, Richard Helm, Ralph Johnson, und (posthum) John Vlissides | Erich Gamma, Richard Helm, Ralph Johnson, und (posthum) John Vlissides |
| 2005 | Glasgow      | Bertrand Meyer                                                         | Gail Murphy                                                            |